# Marlène Canguio

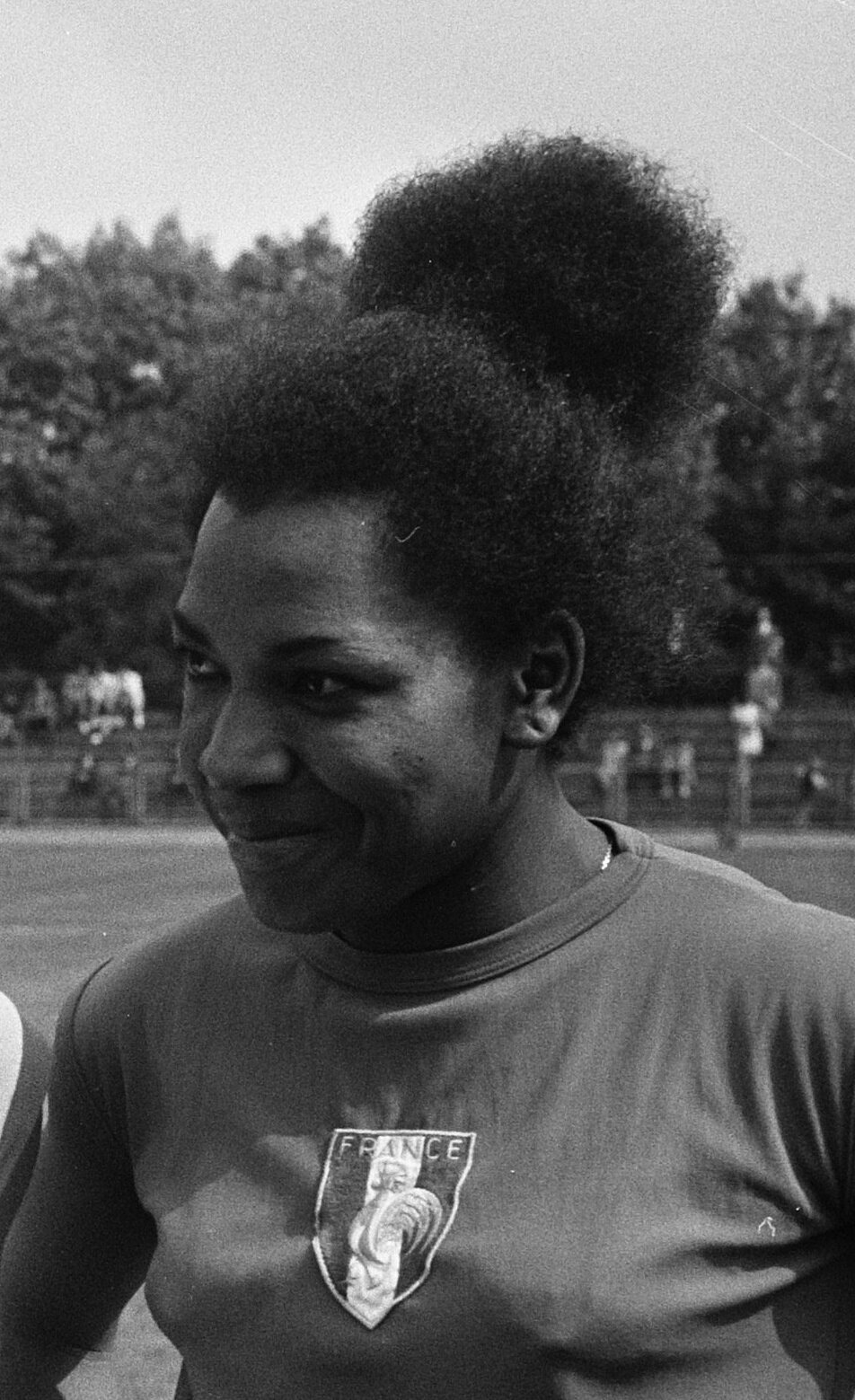
Marlène Canguio (1969)

Doctrovee Marlène Canguio (* 10. März 1942 in Sainte-Rose, Kolonie Guadeloupe; † 25. Januar 2025 in Sainte-Rose, Übersee-Département Guadeloupe) war eine französische Hürdenläuferin, Sprinterin und Weitspringerin.

## Sportliche Laufbahn
1962 schied sie bei den Europameisterschaften in Belgrad über 80 Meter Hürden im Halbfinale und in der 4-mal-100-Meter-Staffel im Vorlauf aus.
Bei den Olympischen Spielen 1964 in Tokio wurde sie Achte in der 4-mal-100-Meter-Staffel. Über 80 Meter Hürden kam sie nicht über die erste Runde hinaus.
1966 wurde sie bei den Europäischen Hallenspielen in Dortmund Vierte über 60 Meter Hürden und scheiterte im Weitsprung in der Qualifikation. Bei den Europameisterschaften 1969 in Athen erreichte sie über 100 Meter Hürden das Halbfinale.
Dreimal wurde sie Französische Meisterin über 80 Meter Hürden bzw. 100 Meter Hürden (1963, 1964, 1969) und einmal im Weitsprung (1967).
Marlène Canguio starb am 25. Januar 2025 in Sainte-Rose im Alter von 82 Jahren.

## Persönliche Bestleistungen
- 100 m: 11,8 s, 1964
- 80 m Hürden: 10,8 s, 31. Mai 1964, Nantes
- 100 m Hürden: 13,6 s, 18. Juli 1969, Paris